# 刘荫岛
刘荫岛（1947年5月19日—2007年10月15日），男，山东肥城人，中华人民共和国政治人物，曾任济南市副市长。

## 生平
1947年生于山东省肥城县。1968年8月毕业于历城一中，担任济南刃具厂工人。1971年5月，调任济南市第三十四中学语文教师。1976年9月，由单位推荐进入山东师范学院（1981年改称山东师范大学）外语系英语专业学习，是最后一届工农兵大学生。1979年7月毕业后，在济南教育学院外语系任教，历任系副主任、副教授。1983年7月加入中国民主同盟。1991年9月至1993年10月，任中国建筑工程总公司驻苏丹共和国经济部总经理助理兼翻译。1995年补选为山东省第八届人大代表。1996年11月，任济南教育学院副院长。1997年10月当选为民盟中央委员。1998年当选为山东省第九届人大代表。1998年2月在济南市第十二届人民代表大会第一次会议上当选为济南市副市长。2002年当选民盟市委十届委员会主委，民盟山东省委副主委。2007年10月15日在济南逝世。 